# Mepachymerus crucifer
Mepachymerus crucifer är en tvåvingeart som först beskrevs av Meijere 1916.  Mepachymerus crucifer ingår i släktet Mepachymerus och familjen fritflugor. Inga underarter finns listade i Catalogue of Life.